# Macizo de la Bernina
El macizo de la Bernina es una sierra de los Alpes de Suiza oriental y el norte de Italia. Se considera que forma parte de los Alpes centrales del este. Es una de las sierras más altas de los Alpes, cubierta por numerosos glaciares. El Piz Bernina (4.049 m), su pico más alto, es el más oriental de los cuatromiles de los Alpes. El pico en la sierra que más se asciende es el Piz Palü. El término Alpes de Bernina también se usa en un sentido amplio para incluir las sierras de Bernina y Bregaglia; esta es la zona coloreada en amarillo en el mapa (derecha) y a la que se llama Bernina Alpen.

## Límites
El macizo de la Bernina está separado de la sierra Albula en el noroeste por el paso de Maloja y el valle de Engadin superior; desde la sierra Livigno en el este por el paso de Bernina; de los Alpes de Bergamo en el sur por el valle del Adda (Valtellina); y de la sierra Bregaglia en el suroeste por el paso de Muretto. El macizo de la Bernina está recorrido por los ríos Adda, Eno y Maira (Mera en Italia).

## Subdivisión
Según la definición de la SOIUSA el Macizo de la Bernina es un grupo con la siguiente clasificación:
- Gran parte = Alpes orientales
- Gran sector = Alpes centrales del este
- Sección = Alpes Réticos occidentales
- Subsección = Alpes del Bernina
- supergrupo = Cadena Bernina-Scalino
- grupo = Macizo de la Bernina
- Código = II/A-15.III-A.1

Según la SOIUSA el macizo de la Bernina se subdivide en 5 subgrupos:
- Subgrupo del Tre Mogge (a)
- Subgrupo del Gluschaint (b)
  - Cresta del Gluschaint (b/a)
  - Costiera del Corvatsch (b/b)
- Subgrupo del Bernina (c)
- Subgrupo del Zupò (d)
- Subgrupo del Piz Palü (e)

## Picos
Los principales picos del macizo de la Bernina son:
| Pico             | Elevación (m/pies) | Elevación (m/pies) |
| ---------------- | ------------------ | ------------------ |
| Piz Bernina      | 4.049              | 13.304             |
| Piz Zupò         | 3.995              | 13.110             |
| Piz Alv          | 3.995              | 13.110             |
| Piz Scerscen     | 3.971              | 13.028             |
| Piz Argient      | 3.945              | 12.943             |
| Piz Roseg        | 3.937              | 12.916             |
| Bellavista       | 3.922              | 12.867             |
| Piz Palü         | 3.905              | 12.835             |
| Crast' Agüzza    | 3.869              | 12.694             |
| Piz Morteratsch  | 3.751              | 12.306             |
| Piz Tschierva    | 3.546              | 11.634             |
| Piz Varuna       | 3.462              | 11.359             |
| Piz Corvatsch    | 3.451              | 11.322             |
| Cima di Castello | 3.400              | 11.155             |
| Pizzo Scalino    | 3.323              | 10.903             |
| Munt Pers        | 3.207              | 10.522             |
| Piz da la Margna | 3.158              | 10.361             |

## Glaciares

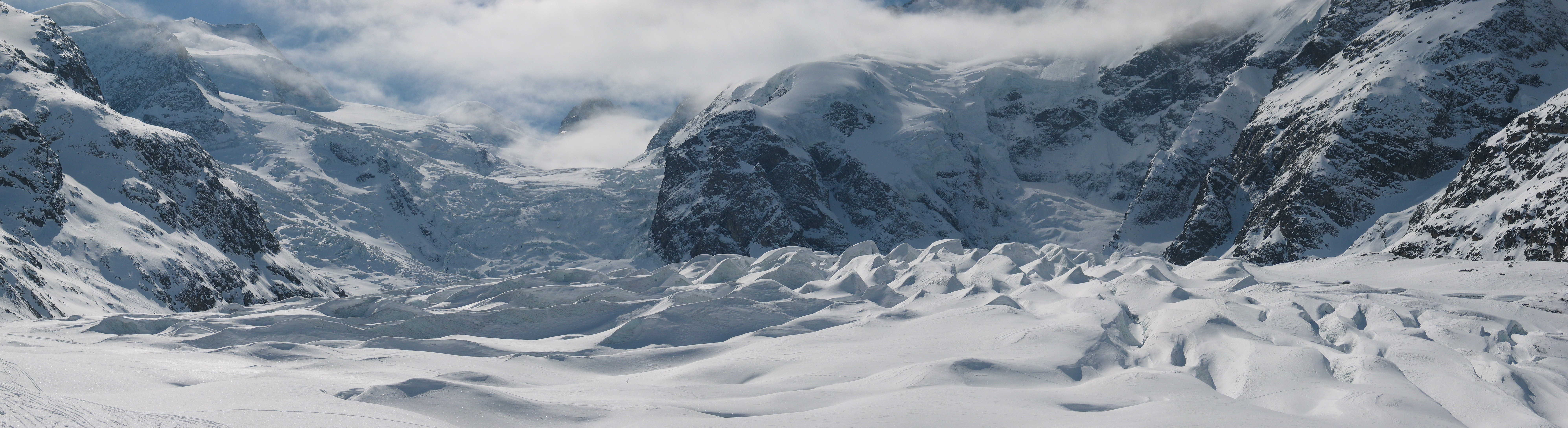
Un panorama del glaciar Morteratsch en el Macizo de la Bernina.

Principales glaciares:
- Glaciar Morteratsch
- Glaciar Roseg
- Glaciar Tschierva
- Glaciar Palü
- Glaciar Scerscen Superior
- Glaciar Scerscen Inferior
- Glaciar Fellaria

## Pasos
Los principales pasos de montaña del macizo de la Bernina con:
| Paso de montañas      | ubicación                                      | tipo           | Elevación (m/pies) | Elevación (m/pies) |
| --------------------- | ---------------------------------------------- | -------------- | ------------------ | ------------------ |
| Fuorcla Bellavista    | Pontresina a Chiesa in Valmalenco              | nieve          | 3.684              | 12.087             |
| Fuorcla Crast' Agüzza | Pontresina a Chiesa in Valmalenco              | nieve          | 3.601              | 11.814             |
| Fuorcla Tschierva     | Pontresina a Chiesa in Valmalenco              | nieve          | 3.527              | 11.572             |
| Fuorcla Sella         | Pontresina a Chiesa in Valmalenco              | nieve          | 3.304              | 10.840             |
| Passo di Bondo        | Bondo a Bagni di Masino                        | nieve          | 3.117              | 10.227             |
| Passo di Castello     | Maloja a Morbegno                              | nieve          | 3.100              | 10.171             |
| Passo Tremoggia       | Sils a Chiesa in Valmalenco                    | nieve          | 3.021              | 9.912              |
| Passo di Mello        | Chiareggio a Val Masino                        | nieve          | 2.991              | 9.813              |
| Paso de Diavolezza    | Carretera de Bernina al glaciar de Morteratsch | nieve          | 2.977              | 9.767              |
| Passo di Zocca        | Vicosoprano a Val Masino                       | nieve          | 2.743              | 9.000              |
| Paso de Muretto       | Maloja a Chiesa                                | en parte nieve | 2.557              | 8.389              |
| Paso de Bernina       | Pontresina a Tirano                            | carretera      | 2.330              | 7.645              |
| Paso de Maloja        | St Moritz a Chiavenna                          | carretera      | 1.809              | 5.935              |

## Cabañas de montaña
Hay muchas cabañas con personal y sin personal en el macizo de la Bernina.
| Nombre                | Elevación (m/pies) | País   | Ubicación                                                |
| --------------------- | ------------------ | ------ | -------------------------------------------------------- |
| Chamanna da Coaz      | 2.610 / 8.563      | Suiza  | Fin de Val Roseg                                         |
| Chamanna da Boval     | 2.495 / 8.186      | Suiza  | Val Morteratsch, bajo Piz Morteratsch                    |
| Chamanna da Tschierva | 2.583 / 8.474      | Suiza  | Lado izquierdo de Vadret Tschierva, bajo Piz Morteratsch |
| Rifugio Marco e Rosa  | 3.597 / 10.801     | Italia |                                                          |